# Tryams
株式会社トライアムズ（英: Tryams Co.,Ltd.）は、東京都世田谷区用賀に本社を置く映像制作会社。
坪井力を代表取締役とする制作集団であり、数々の映画、ドラマを制作。

## 事業内容
映画、ドラマ、CM、PVなどの映像制作。劇用車、ハウススタジオの運営、カースタント、飲食店など多岐に渡る事業も展開している。

## 沿革
- 2000年4月 - トライアムズ設立
- 2006年4月 - 株式会社に改組、株式会社トライアムズに名称を変更

## 主な制作協力作品

### テレビドラマ
- 読売テレビ「ドクターカー」（2016年4月 - 6月）
- テレビ朝日「BORDER 【贖罪】」
- WOWOW「コールドケース１・２」
- フジテレビ「いつまでも白い羽根」
- AbemaTV「フォローされたら終わり」
- WOWOW「がんばれ！TEAM NACS」

### 映画
- 「ファイティング オカン」（2011年11月公開）
- 「僕の中の男の子」（2012年公開）
- 「峠」（2014年） ※小津安二郎記念蓼科高原映画祭・短編映画コンクール（第13回）　グランプリ受賞、さぬき映画祭本広監督推薦招待
- 「鷲と鷹」大澤樹生監督　主演諸星和己（2014年）
- 「羊の木」（2018年）
- 「ハナレイベイ」(2018年）
- 「赤い雪」（2018年）
- 「HiGH＆LOW　THE　WORST」（2019年）
- 「劇場版がんばれ！TEAM NACS」（2021年）

### CM
- フランス、某有名企業CM（2017年）
- その他多数

## 劇用車
- WOWOW「銭形警部」
- テレビ朝日「BG身辺警護人」
- WOWOW「COLD CASE」